# Каргопольлаг
Каргопольский ИТЛ (Каргопольлаг) — структурная единица системы исправительно-трудовых лагерей Народного комиссариата внутренних дел СССР (ГУЛАГ НКВД). Организован 16 августа 1937 года, действовал до 1 января 1960 года. Число заключённых достигало 30 100 человек.
Основное число заключённых распределялась по лагерным пунктам: Липово, Лейбуша, Ковжа, Пояменьга и другим. До сих пор сохранились в местах лагерных пунктов ямы, выложенные камнями, остатки землянок, насыпей, созданных заключёнными.
Согласно воспоминаниям Михаила Дмитриевича Пузырёва (1915—2009) в сентябре 1941 года в слабозаселённые лесные зоны привезли большое число людей. Это были люди из западных территорий: Эстонии, Латвии, Литвы, Западной Белоруссии, Закарпатской Украины, а также венгры, болгары, чехи, поляки, евреи.

## История

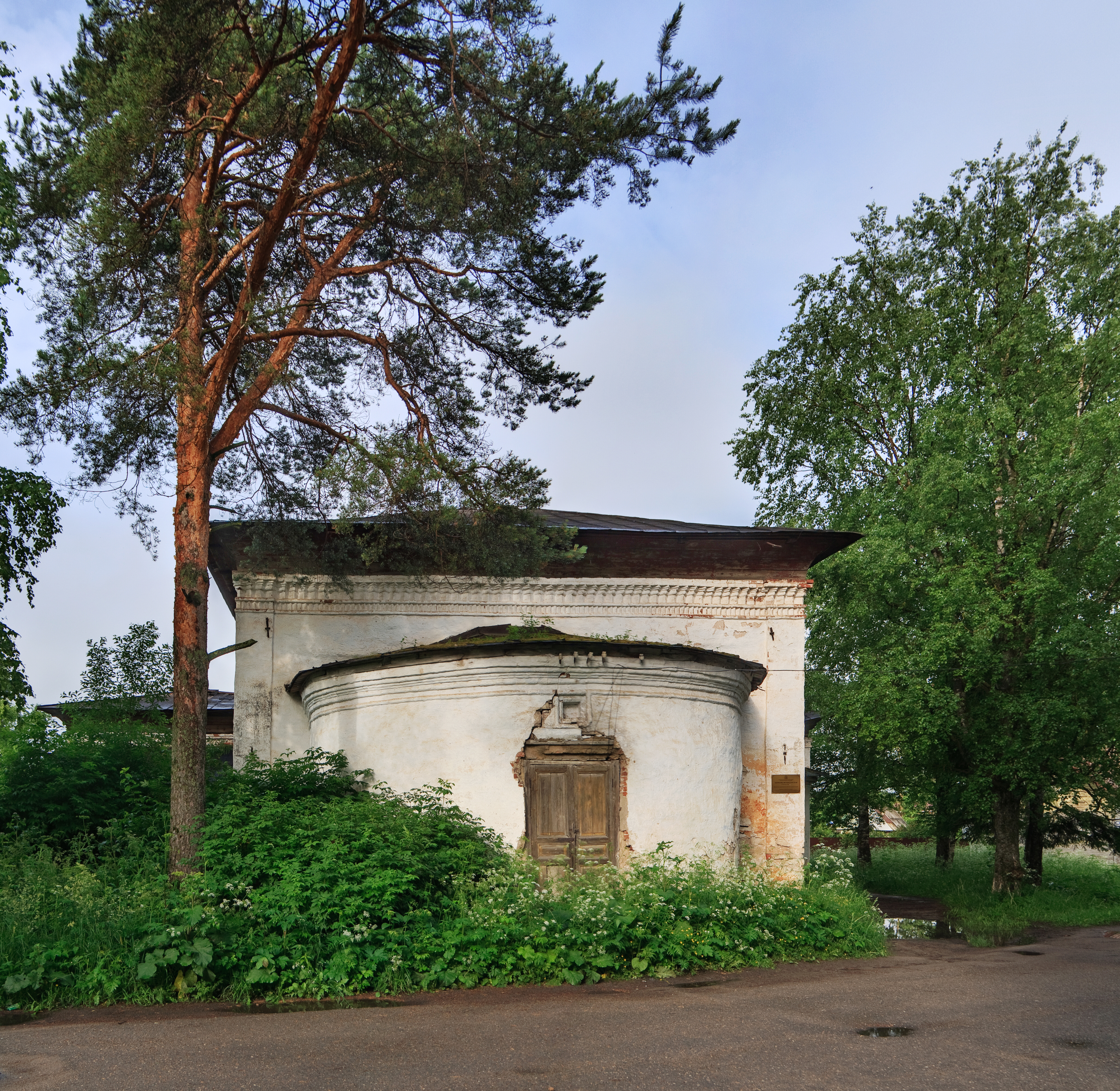
Остатки Каргопольского Успенского женского монастыря, на территории которого находилось управление Каргопольлага до 1940 года

16 августа 1937 года приказом начальника управления НКВД СССР по Северной области В. Ф. Дементьева был образован лесозаготовительный исправительно-трудовой лагерь Каргопольский. Дементьев был только назначен, вместо арестованного Б. А. Бака. Управление разместили в Каргополе на территории бывшего Успенского женского монастыря. 
Лагерные подразделения решили разместить в двух лесозаготовительных районах, создав два отделения: «Каргопольское», включавшее лесные массивы в бассейне рек, впадающих в озеро Лача и в верховье реки Онеги и «Ерцевское», включавшее лесные массивы, прилегающие к железнодорожной станции «Ерцево» в Коношском районе. 
23 сентября 1937 года постановлением ЦИК СССР Северная область РСФСР была разделена на Вологодскую и Архангельскую области. Каргопольский район включили в Вологодскую область, а Коношский район — в Архангельскую.
1 октября 1937 года на базе Коношского леспромхоза создали 5 отдельных предприятий, одно из которых — Ерцевский леспромхоз — было в том же году передано в управление Каргопольлага. Ерцевский леспромхоз стал основой Ерцевского отделения.
В оперативном командовании Каргопольлаг изначально подчинялся ГУЛАГу. В 1939 году перешёл в ведение Управления лесной промышленности (УЛП) ГУЛАГ.
В августе 1940 года управление Каргопольлага перевели на станцию «Ерцево», так как основной объём работ выполняли подразделения Ерцевского отделения..
17 октября 1940 года приказом № 001318 объявлялась дислокация действовавших в тот момент ИТЛ и строительств НКВД общей численностью "65 единиц", среди которых был и Каргопольлаг (город Каргополь Архангельской области).
26 февраля 1941 года приказом НКВД на базе Управления лесной промышленности (УЛП) ГУЛАГа было образовано Управление лагерей лесной промышленности (УЛЛП) НКВД СССР.
4 марта 1947 года Управление лагерей лесной промышленности реорганизовано в Главное управление лагерей лесной промышленности (ГУЛЛП) МВД СССР.
В ГУЛАГе действовал определённый порядок комплектования лагерей заключёнными. Осуждённых отправляли в те или иные лагеря по нарядам от начальников лагерей. В нарядах указывалась численность и требования к качеству состава. Однако отправляющая сторона как правило не выполняла эти требования. Так 22 июня 1950 года по наряду ГУЛАГа №713 от 16 мая 1950 года в Каргопольлаг из Карело-Финской ССР прибыл этап заключённых. Их физическое состояние не соответствовало требованиям, указанным в наряде.
В апреле 1953 года лагеря лесной промышленности, как и все остальные ИТЛ, переданы в ведение ГУЛАГа минюста СССР, а ГУЛЛП ликвидирован. Но в январе 1954 года ГУЛАГ вновь возвращён в МВД СССР. 
С середины 1955 годов правительство и руководство МВД СССР начали проводить децентрализацию структуры мест заключения. Лагеря переподчиняли республиканским МВД, управления ИТЛ ликвидировали, а их лагерные подразделения передавали на региональный уровень. 10 ноября 1957 года министр внутренних дел СССР Н. П. Дудоров подписал приказ «О передаче исправительно-трудовых лагерей МВД СССР в подчинение МВД РСФСР». В списке передаваемых лагерей был Каргопольский ИТЛ, который вместе с Мехреньгским ИТЛ (Пуксоозеро) перешёл в ведение УВД Архангельской области.
В структуре МВД РСФСР в феврале 1958 года для руководства деятельностью лагерей лесной промышленности было создано Главное специальное управление лесной промышленности МВД — Главспецлеспром, образованное на базе Главспецлеспрома бывшего Министерства лесной промышленности СССР.

## Выполняемые работы
- лесозаготовка;
- строительство целлюлозного завода упрощённого типа на реке Волошка (особое строительство №5; целлюлоза специального назначения используется при изготовлении пороха),
- поставка дров в Москву, заготовка лыжных болванок и изготовление лыж,
- строительство железнодорожных веток,
- работа в совхозах «Воронино», «Усть-Кубинский», «Каргопольский», рыболовство,
- мебельное и обувное производство,
- строительство и обслуживание лесопильного завода, распил шпал,
- производство ширпотреба и деревянной клепки,
- погрузочно-разгрузочные работы,
- работа в ремонтно-механических мастерских, обслуживание Ерцевской железнодорожной ветки и железнодорожной ветки от станции Пукса,
- швейное производство,
- строительство домостроительного цеха, железных дорог узкой и широкой колеи, автодорог, производство кирпича.

## Начальники лагеря
- В. Л. Соколов (1938—1939)
- М. В. Коробицын (1939—1941)
- С. А. Дидоренко (1941—1947)
- А. Г. Николаев (1953)
- М. В. Коробицын (1954)
- А. Н. Шлямин (1955)
- Д. А. Непряхин (1956)
- И. Н. Витенко (1956—1958)
- А. Н. Шлямин (1958)